# سیارک ۵۲۹۹
سیارک ۵۲۹۹ (به انگلیسی: 5299 Bittesini، نامگذاری:1969LB) پنج هزار و دویست و نود و نهمین سیارک کشف شده‌است که در ۸ ژوئن ۱۹۶۹ کشف شد.
قدر مطلق سیارک برابر ۱۱٫۹۰ است.